# Rhabdosciadium microcalycinum
Rhabdosciadium microcalycinum är en flockblommig växtart som beskrevs av Hand.-mazz. Rhabdosciadium microcalycinum ingår i släktet Rhabdosciadium och familjen flockblommiga växter. Inga underarter finns listade i Catalogue of Life.